# Dorcadion kindermanni
Dorcadion kindermanni är en skalbaggsart som beskrevs av Joseph Waltl 1838. Dorcadion kindermanni ingår i släktet Dorcadion och familjen långhorningar. Inga underarter finns listade i Catalogue of Life.